# ورهولیتسا
ورهولیتسا (به لاتین: Verhulitsa) یک روستا در استونی است که در دهستان وارسکا واقع شده‌است.